# Antoine Pothron
Antoine Pothron est un joueur français de volley-ball, né le 5 mars 2002.
Il joue au poste de réceptionneur-attaquant au sein de l'équipe du Tours Volley-Ball.

## Biographie
Antoine Pothron est originaire de Rezé. Il est le fils d’Arnaud Pothron, ancien joueur professionnel de volley-ball dans les années 1990. Il commence la pratique sportive par le tennis. A l’âge de 12 ans, il s’inscrit à l’ASB Rezé Volley-Ball jusqu’à l’âge de 15 ans et son intégration au pôle espoir de Dinard. Un an plus tard, il rejoint le pôle France où il évolue pendant 3 saisons.

## Carrière
En 2021, il signe au Spacer's de Toulouse. Fort d’une bonne première saison, il participe à l’été 2022 aux jeux méditerranéens avec l’équipe de France B (3e place), puis à l’Euro U22 en Pologne où il est médaillé d’argent.
À l'issue de la saison du Championnat de France Ligue A 2022-2023, il est nommé dans les catégories meilleur jeune de moins de 23 ans et meilleur réceptionneur-attaquant,.Ses performances lui permettent d'être dans la liste des 30 Bleus sélectionnés pour la Ligue des nations et l’Euro 2023.
Il rejoint le Tours Volley-Ball en 2023 où il a signé son premier contrat professionnel pour une durée de 3 ans.

## Palmarès

### Compétitions des équipes nationales
Championnat d’Europe U22 de 2022
 Jeux méditerranéens de 2022

## Distinctions individuelles
- Nommé dans la catégorie meilleur jeune de moins de 23 ans du Championnat de France Ligue A en 2023[4]
- Nommé dans la catégorie meilleur réceptionneur-attaquant du Championnat de France Ligue A en 2023[4]